# Dimorfismo nucleare
Per dimorfismo nucleare si intende la presenza, osservata in organismi unicellulari quali i ciliati e alcuni foraminiferi, di due tipi differenti di nuclei, uno piccolo (micronucleo), diploide usato per la riproduzione e uno più grande (macronucleo) poliploide per il funzionamento della cellula. Il macronucleo è prodotto dal micronucleo per ampliamento del genoma. La sua divisione avviene per scissione binaria. Periodicamente il macronucleo deve essere rigenerato dal micronucleo. In molti questo avviene attraverso la riproduzione sessuale che avviene usualmente per coniugazione. Il dimorfismo nucleare è soggetto a un complesso controllo epigenetico.